# 融合蛋白
融合蛋白又稱嵌合蛋白，是指通过连接两个或更多原本独立编码蛋白质的基因而产生的蛋白质。融合蛋白是通过重组DNA技术人工合成，可用于生物研究或治疗。 